# Grandes éxitos (álbum de Mägo de Oz)
Grandes Éxitos es el segundo álbum recopilatorio no oficial de la banda Mägo de Oz.
Esta edición fue lanzada al mercado por Locomotive Music para todo Norteamérica y Centroamérica, y aunque fuese lanzado 2007, no contiene ni una sola canción de Gaia II: La voz dormida, ni tampoco ninguna nueva versión de los recopilatorios The Best Oz y Rock 'n' Oz.

## Lista de canciones
| CD 1  |                                  |                         |          |  |
| N.º   | Título                           | Disco original          | Duración |  |
| 1.    | «Fiesta pagana»                  | Finisterra              | 4:54     |  |
| 2.    | «Ancha es Castilla»              | La leyenda de La Mancha | 3:43     |  |
| 3.    | «La leyenda de La Mancha»        | La leyenda de La Mancha | 4:17     |  |
| 4.    | «T'esnucaré contra'l bidé»       | La Bruja                | 4:16     |  |
| 5.    | «Jesús de Chamberí»              | Jesús de Chamberí       | 7:29     |  |
| 6.    | «La rosa de los vientos»         | Gaia                    | 4:12     |  |
| 7.    | «Hasta que tu muerte nos separe» | Jesús de Chamberí       | 5:36     |  |
| 8.    | «La danza del fuego»             | Finisterra              | 5:13     |  |
| 9.    | «Hasta que el cuerpo aguante»    | Finisterra              | 4:33     |  |
| 10.   | «El Santo Grial»                 | La leyenda de La Mancha | 5:08     |  |
| 49:24 |                                  |                         |          |  |

| CD 2  |                                       |                         |          |  |
| N.º   | Título                                | Disco original          | Duración |  |
| 1.    | «Molinos de viento»                   | La leyenda de La Mancha | 4:11     |  |
| 2.    | «La costa del silencio»               | Gaia                    | 4:40     |  |
| 3.    | «El que quiera entender que entienda» | Finisterra              | 7:31     |  |
| 4.    | «Astaroth»                            | Finisterra              | 6:31     |  |
| 5.    | «El atrapasueños»                     | Gaia                    | 4:14     |  |
| 6.    | «El lago»                             | La Bruja                | 4:25     |  |
| 7.    | «El cantar de la luna oscura»         | Jesús de Chamberí       | 5:20     |  |
| 8.    | «Van a rodar cabezas»                 | Gaia                    | 6:30     |  |
| 9.    | «Réquiem»                             | La leyenda de La Mancha | 8:12     |  |
| 10.   | «Maritormes»                          | La leyenda de La Mancha | 4:19     |  |
| 55:58 |                                       |                         |          |  |

| DVD |                                              |                   |          |  |
| N.º | Título                                       | Disco original    | Duración |  |
| 1.  | «La costa del silencio» (Videoclip)          |                   | 4:36     |  |
| 2.  | «La rosa de los vientos» (Videoclip)         |                   | 4:16     |  |
| 3.  | «Molinos de viento» (Videoclip)              |                   | 4:11     |  |
| 4.  | «Fiesta pagana» (Videoclip)                  |                   | 4:51     |  |
| 5.  | «El que quiera entender que entienda»        | Madrid Las Ventas | 6:38     |  |
| 6.  | «Hasta que el cuerpo aguante»                | A Costa da Rock   | 4:55     |  |
| 7.  | «El árbol de la Noche triste»                | Madrid Las Ventas | 4:54     |  |
| 8.  | «Satania»                                    | A Costa da Rock   | 7:47     |  |
| 9.  | «La danza del fuego»                         | Madrid Las Ventas | 5:05     |  |
| 10. | «Maritornes» (Videoclip)                     |                   | 4:45     |  |
| 11. | «Hasta que tu muerte nos separe» (Videoclip) |                   | 5:40     |  |
| 12. | «La leyenda de La Mancha»                    | A Costa da Rock   | 4:07     |  |
| 13. | «Jesús de Chamberí»                          | A Costa da Rock   | 7:22     |  |
| 14. | «El pacto»                                   | Madrid Las Ventas | 6:56     |  |
| 15. | «Gaia»                                       | Madrid Las Ventas | 10:30    |  |